# Alfons Pilorz
Alfons Pilorz (ur. 2 czerwca 1928 w Pruchnej, zm. 24 lipca 2017 w Lublinie) – polski romanista, profesor KUL.

## Życiorys
Uczęszczał do Gimnazjum i Liceum im. A. Osuchowskiego w Cieszynie (mała matura – 1948, matura – 1950). W 1944, jadąc na praktyki do sklepu w Cieszynie, wpadł pod pociąg, który zmiażdżył mu obie nogi. W 1950 rodzina przeprowadziła się do Lublina, gdzie podjął studia na Katolickim Uniwersytecie Lubelskim. Stopień magistra uzyskał w 1955 (praca Anatole France, critique littéraire, promotor: prof. Kalikst Morawski) i w tym samym roku podjął pracę na KUL (Sekcja Filologii Romańskiej). Władze komunistyczne, szykanując KUL, zawiesiły działalność sekcji, w wyniku czego stracił pracę, ale pozostał w Lublinie, znajdując zatrudnienie w Katedrze Językoznawstwa Instytutu Filologii Polskiej UMCS. Po odwilży  powrócił na KUL. Początkowo pracował jako lektor języka francuskiego w Studium Języków Obcych, a od 1972 dołączył do dawnego zespołu Sekcji Filologii Romańskiej. W latach 1972–1973 przebywał na stypendium doktoranckim w Leuven, w Belgii. Doktoryzował się na Uniwersytecie Jagiellońskim w 1984 (rozprawa Rôle et structure de la proposition relative dans la prose d'Antoine de la Sale, promotor: prof. Urszula Dąmbska-Prokop). Finalizacja dysertacji habilitacyjnej także była poprzedzona zagranicznym stypendium naukowym. Od listopada 1985 do czerwca 1986 Pilorz przebywał w Genewie. Habilitował się w 1999 na podstawie dorobku naukowego, ze szczególnym uwzględnieniem monografii Évolution sémantique des emprunts français en polonais. W tym samym roku uzyskał awans na stanowisko profesora KUL. Od 2001 do 2003 pełnił funkcję kierownika Katedry Języków Romańskich, a w 2002 dyrektora Instytutu Filologii Romańskiej.
Pochowany został na cmentarzu przy Drodze Męczenników Majdanka w dniu 29 lipca 2017. Na KUL urządzono pośmiertną wystawę jego dorobku. 

## Zainteresowania
Interesował się zagadnieniami historycznymi, kontrastywnymi i typologicznymi (geografia językowa, dialektologia leksykalna, zapożyczenia między językami, ewolucja języka francuskiego). 
Był aktywnym członkiem NSZZ Solidarność.

## Życie prywatne
Był mężem nauczycielki języka francuskiego, Barbary Pilorz z domu Gargasz (ur. 12 maja 1931 w Mogielnicy, zm. 31 lipca 2007 w Lublinie), z którą miał trzech synów.

## Wybrane publikacje[2]

### Książki
- Role et structure de la proposition relative dans la prose d’Antoine de la Sale (1976);
- Evolution sémantique des emprunts français en polonais (1998).

### Artykuły i rozdziały
- Notion de niveau de langue et analyse du style, Actas del XI Congreso internacional de Lingüística y Filología Románicas, C.S.I.C. Madrid (1968), s. 355-364;
- Importance de recherches détaillées sur la syntaxe d’un écrivain, Biuletyn Lub TN, sec. A, 9 (1971), s. 43-47;
- Zapożyczenia romańskie w gwarze Śląska Cieszyńskiego, Rocznik Cieszyński 4-5 (1983), s. 183-196;
- Quelques éclats lexicaux français et italiens en silésien, Studia Romanica Posnaniesia 13 (1988), s. 121-127;
- La proposition relative minimale chez Antoine de la Sale RHum31 z. 5 (1983), s. 183-196;
- Homonymie : phénomène intra- et interlinguistique RHum 49 z. 5 (2001), s. 159-193;
- Gallicismes polonais venus par l’intermédiaire de l’allemand, RHum, 50 z.5 (2002), s. 103-118.